# Kościół św. Karola Boromeusza w Koszarawie
Kościół Świętego Karola Boromeusza – rzymskokatolicki kościół parafialny należący do parafii pod tym samym wezwaniem (dekanat Jeleśnia diecezji bielsko-żywieckiej).

## Historia i architektura
Jest to murowana świątynia wzniesiona w latach 1839–1843. W 1844 r. kościół ten poświęcono, a w 1855 r. został on konsekrowany przez biskupa tarnowskiego Józefa Alojzego Pukalskiego.

### Architektura
Obiekt jest budowlą późnoklasycystyczną, murowaną, wzniesioną z kamienia. Jest to trzynawowa budowla na rzucie prostokąta, z krótkim prezbiterium zamkniętym ścianą prostą. Przy prezbiterium od wschodu mieści się zakrystia. Przy korpusie od zachodu wzniesiono czworoboczną wieżę o ściętych narożach ujętych pilastrami. Wieżę flankują od północy i południa dwie piętrowe przybudówki. Fasadę kościoła z głównym wejściem zaakcentowano parzystymi pilastrami toskańskimi, dźwigającymi belkowanie i trójkątny tympanon. Budowla nakryta jest dachami dwuspadowymi, a jej bryłę wieńczy wieżyczka na sygnaturkę z blaszanym, baniastym hełmem i latarnią. Na jednej ze ścian sygnaturki widnieje data budowy z 1870 r. i jej odnowienie w 1910 r.
Nawa główna otwarta jest do bocznych półkolistymi arkadami wspartymi na czworobocznych filarach. Prezbiterium i nawę główną przykryto sklepieniami żagielkowymi na gurtach. Natomiast nawy boczne przesklepiono kolebkowo. Chór muzyczny w zachodniej części korpusu nawowego wspiera się na parach kolumn i filarów. Wnętrze doświetlają okna prostokątne, zamknięte półkoliste.

### Wyposażenie
Wyposażenie wnętrza stanowią cztery klasycystyczne drewniane ołtarze, wykonane w okresie budowy świątyń. Są to nastawy jednoosiowe, z pilastrami po bokach, ozdobione złoconymi fryzami, wieńcami, palmetami i rozetami. W ołtarzu głównym umieszczono obraz patrona kościoła świętego Karola Boromeusza. Umieszczano go tam na przemian z obrazem Matki Bożej Anielskiej w zależności od uroczystości. W bocznym ołtarzu znajdują się dwa obrazy tyrolskie: po lewej stronie obraz Matki Boskiej Bolesnej, a po prawej Chrystusa Ukrzyżowanego. Oba te dzieła pochodzą z czasów budowy kościoła. W trzecim ołtarzu bocznym umieszczona jest figura Serca Pana Jezusa. Ozdobniejszą nastawę ołtarza głównego wzbogacono wtórnie o drewniane polichromowane rzeźby dwóch świętych biskupów św. Stanisława i św. Wojciecha umieszczone w osiach skrajnych. Z tego samego czasu pochodzi klasycystyczna drewniana ambona oraz drewniana chrzcielnica w kształcie ołtarzyka. Chrzcielnica umieszczona została na tle obrazu Chrztu Chrystusa przemalowanego w 1936 r.
Świątynia posiada również obraz Świętej Rodziny namalowany w 1854 roku, pędzla żywieckiego malarza Antoniego Krząstkiewicza.
Prace konserwatorskie ukończone w 2024 pozwoliły ustalić, że we wnętrzu zachowało się kilka chronologicznych warstw polichromii. Po 1839 (budowa) powstała warstwa olejna w prezbiterium (Ukoronowanie NMP i Czterech Ewangelistów) oraz monochromatyczna w nawach. Kolejne przemalowania związane były z remontami wnętrza. W 1954 namalowano przedstawienia świętych na ścianach nawy i filarach. Na sklepieniach umieszczono dekoracje ornamentalne z medalionami. Autorem był Alojzy Golda z Łazisk Śląskich.
Kościół nie zachował do czasów współczesnych swego oryginalnego wyposażenia, ponieważ podczas II wojny światowej doznał znacznych zniszczeń. Większość zdobiących jego ściany pięknych fresków z XIX wieku, obrazów i złoceń zostało zamalowanych lub skradzionych.